# Anna Maria Käll
Anna Maria Käll, född Samuelsson 24 januari 1966 i Tyresö, är en svensk skådespelare.

## Biografi
Käll genomgick Statens scenskola i Stockholm 1989–1992 och har varit verksam vid Dramaten och medverkat i flera TV-produktioner, bland annat Rederiet och Låt Stå!. Hon är mest känd som röstskådespelare och har gjort över 170 inläsningar av ljudböcker, bland andra Modesty Blaise och Moll av Elisabeth Rynell.
Hon är sedan 1999 gift med författaren Jan Käll.

## Teater

### Roller (ej komplett)
| År   | Roll      | Produktion                                                               | Regi            | Teater                           |
| ---- | --------- | ------------------------------------------------------------------------ | --------------- | -------------------------------- |
| 2005 | Marion    | Tolvskillingsoperan (Die Dreigroschenoper) Bertolt Brecht och Kurt Weill | Lars Rudolfsson | Stockholms stadsteater           |
| 2019 |           | Dansa med mig Peter Asmussen                                             | Rickard Günther | Regionteatern Blekinge Kronoberg |
| 2022 | Fru Linde | Ett dockhem (Et Dukkehjem) Henrik Ibsen                                  | Anna Pettersson | Dramaten                         |